# Зутермер

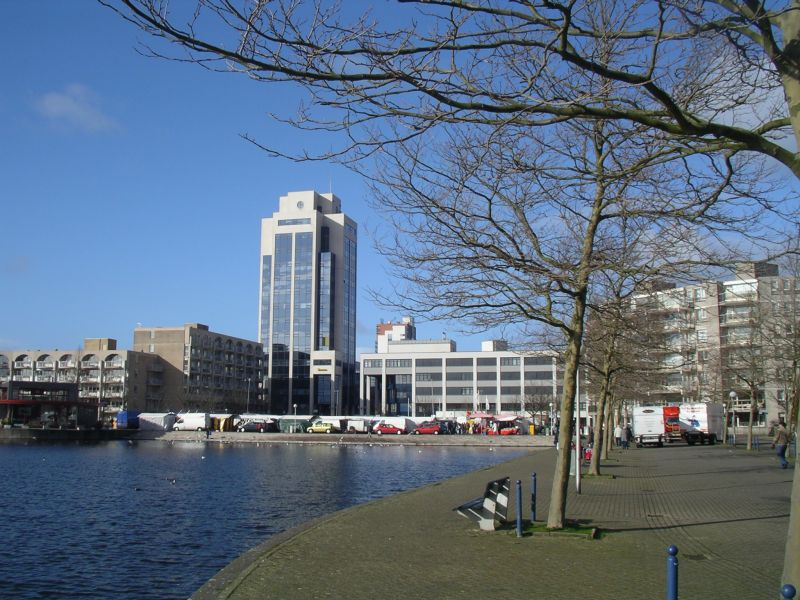
Центр города

Зутерме́р (нидерл. Zoetermeer) — город и община в Нидерландах, в провинции Южная Голландия.
Население — 123 576 жителей (2013).

## Описание
В провинции Южная Голландия лежит город Зутермер — центр одноимённой общины. Недалеко расположен Роттердам, всего лишь в 30 минутах поездки на автомобильном транспорте. Центральная часть города представляет собой старинный район. Здесь множество исторических зданий и церквей. В обиходе Зутермер называют голландской «Силиконовой долиной», так как многие горожане работают в области информационных технологий.
Почти до середины 20 века Зутермер был всего лишь небольшой деревушкой, где проживали фермеры и рыбаки. В северной части города до 17 века лежало озеро, о котором напоминает искусственно созданный водоём. Здесь есть отличные условия для ловли рыбы и кайтинга. Закрытый лыжный склон представляет Сноуворлд с тремя наклонами. Протяжённость самого длинного составляет почти 200 метров.
Активное развитие Зутермера началось с 1966 года. Причиной тому послужила нехватка жилых площадей для горожан в рядом расположенной Гааге. Городские улицы стали застраиваться современными домами. За короткий срок небольшое поселение превратилось в процветающий и экономически развитый город. Формирование нового уклада жизни не помешало сохранить прежний быт и традиции. Старые фермы и деревенские домики благополучно существуют недалеко от небоскрёбов.